# Эксклюзионная хроматография

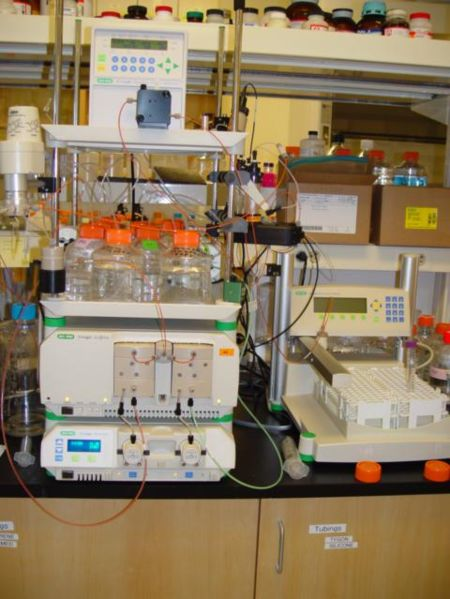
Установка для гель-фильтрации. Буфер на колонку справа поступает с помощью насоса, контролируемого компьютером

Гель-фильтрация или эксклюзионная хроматография (ситовая, гель-проникающая, гель-фильтрационная хроматография) — разновидность хроматографии, в ходе которой молекулы веществ разделяются по размеру за счёт их разной способности проникать в поры неподвижной фазы. При этом первыми выходят из колонки наиболее крупные молекулы (бо́льшей молекулярной массы), способные проникать в минимальное число пор стационарной фазы. Последними выходят вещества с малыми размерами молекул, свободно проникающие в поры. В отличие от адсорбционной хроматографии, при гель-фильтрации стационарная фаза остаётся химически инертной и с разделяемыми веществами не взаимодействует.

## Принцип

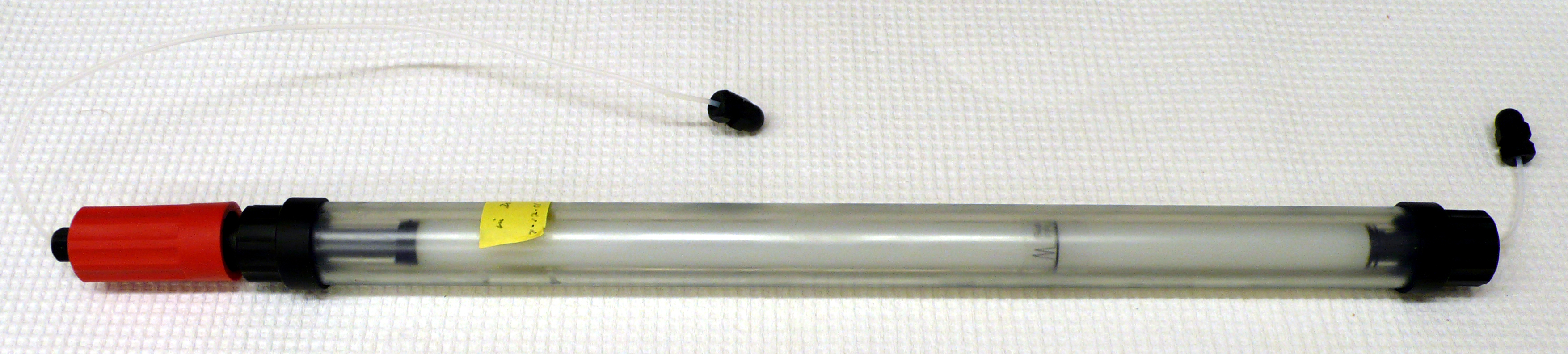
Гель-фильтрационная колонка

В колонку вносят раствор образца, объём которого является лимитирующим для качества хроматографии. Для аналитических разделений он не должен превышать 0,1 % от CV (общего объёма колонки), а для препаративной очистки он должен быть не выше 8-10 % от CV. Колонка упакована порошком, частицы или гранулы которого имеют поры определённого диаметра. Высокомолекулярные вещества, не входящие в поры, проходят между гранулами, поэтому их объём удержания равен объёму колонки за вычетом объёма стационарной фазы (так называемый, свободный объём). Они элюируются первыми. Молекулы средних размеров помещаются в поры сорбента, но не полностью. Поэтому их объём удержания несколько выше свободного объёма. Они элюируются вторыми. Самые мелкие молекулы свободно входят в поры вместе с молекулами растворителя. Поэтому их объём удержания в колонке намного выше свободного и приближается к общему объёму колонки (то есть 100 % CV). Они элюируются последними.

## Сорбенты
Гель — гетерогенная система, в которой подвижная фаза (обычно водная) всегда находится внутри пор стационарной или твёрдой фазы, называемой гелевой матрицей.

### Низкого давления
- агароза,
- декстран,
- полиакриламид,
- сефадекс,
- сефакрил,
- сефароза,
- супердекс.

### Высокого давления
- полиметакрилат,
- полистирол,
- силикагель